# NGC 1957
NGC 1957 est une galaxie elliptique (lenticulaire ?) située dans la constellation du Lièvre. NGC 1957 a été découverte par l'astronome américain Francis Leavenworth en 1885.

## Caractéristiques
Sa vitesse par rapport au fond diffus cosmologique est de 3 306 ± 25 km/s, ce qui correspond à une distance de Hubble de 48,8 ± 3,4 Mpc (∼159 millions d'al).

## Paire de galaxies
La galaxie NGC 1957 forme une paire de galaxies avec NGC 1954.